# Luftfartsstyrelsen
Luftfartsstyrelsen war die schwedische Behörde für Luftfahrt. Sie wurde 2005 gegründet und hatte ihren Sitz in Norrköping. Zum Jahresbeginn 2009 wurde Luftfartsstyrelsen ein Teil der neu gegründeten Transportbehörde Transportstyrelsen, die für die Gesamtheit aus Luftverkehr, Seeverkehr, Straßenverkehr und Schienenverkehr zuständig ist.
Das Zentralamt für Luftfahrt war unter anderem zuständig für:
- die Entwicklung von Rechtsverordnungen und Verfahren
- die Zulassung von Luftfahrzeugen
- die Genehmigung und Überwachung von Luftfahrtbetrieben,
- die Genehmigung und Überwachung von Luftfahrtunternehmen
- die Lizenzierung des Luftfahrtpersonals
- sowie für die Zusammenarbeit mit den internationalen Organisationen ICAO, EASA und JAA

Das Zentralamt hatte ungefähr 220 Angestellte.